# 柳さく子
柳 さく子または柳 咲子。（やなぎ さくこ、1902年11月3日 - 1963年3月20日）は、日本の女優。本名（出生名）は畔柳（くろやなぎ） 千代子。
1920年代に、松竹映画の数多くの作品でヒロインをつとめた。

## 来歴

### 生い立ち - 少女歌舞伎時代
畔柳（くろやなぎ） 千代子として、東京市浅草区二長町（現・東京都台東区台東一丁目）に生まれる。生後間もなく実父を失い、実母も千代子が5歳の時に死去。孤児となった千代子は、同区芝崎町に住む叔母夫婦に引き取られることになった。養父は昔気質で腕のいい袋物師だったが、世渡りが下手で生活は苦しかった。だが、子供の無かった養父母は千代子を大変可愛がり、幼時から常盤津・長唄・日本舞踊などの芸事を教え込む。これらの芸が、その後の千代子の身を助けることになった。 
10歳の時、家計を助けるために、地元の劇場「アウル館」を拠点にしていた一座「少女歌舞伎」に入る。この一座は後に横浜へ拠点を移すが、千代子は座長で高名な三味線師でもあった竹澤龍造に認められ、「市川左久江」の芸名を名乗り看板女優として活躍する。1921年頃、「少女歌舞伎」が解散。 
生活の糧を求めた千代子は、地元浅草で映画俳優の斡旋をしていた山田という女性の紹介で、国活映画の『涙の親子』にエキストラとして出演する。さらに1922年1月、山田の夫が勤めていた松竹蒲田撮影所に大部屋女優として入社し、本格的に映画女優の道へと踏み出すことになった。

### 映画女優（松竹蒲田）
入社早々、池田義臣（のち義信）監督に見出され、同監督の『不如帰』（1922年3月公開）で、主演の栗島すみ子演じる浪子の恋敵・豊子の大役に抜擢される。芸名も「市川左久江」から「柳さく子」となり、映画女優として幸運なスタートを切る。  
当時栗島・川田芳子・五月信子の3人がトップ女優として君臨し、さく子はこの3人に次ぐ若手女優として、梅村蓉子・英百合子・東栄子とともに期待された。以後は栗島主演の『母の心』、『祇園夜話』、『想夫憐』（1922年）、『船頭小唄』、『死に行く妻』（1923年）、川田主演の『夫として妻として』、『清水次郎長』（1922年）、五月主演の『剃刀』（1923年）などの作品に助演。 
さく子は、非常に小柄（身長140cm台前半）で愛らしい顔立ちの持ち主ながら、どこか芯の強さを感じさせるキャラクターと、舞台で鍛えた堅実な演技力で頭角をあらわし、1歳下の梅村とともに、次第にトップ3に迫る人気を集めるようになる。
1923年4月、野村芳亭監督（当時蒲田撮影所所長も兼務していた）の『なすな恋』で栗島すみ子と共演。栗島とともに清元「保名」を踊り、特技の日本舞踊の腕前を披露する。同年7月の野村監督『女と海賊』では、川田芳子とともに主演の勝見庸太郎の相手役をつとめる。伊藤大輔が脚本を手がけ、剣戟映画の草分けとして知られる同作品はヒットし、さく子は一躍大スターの地位に上り詰めた。  
それから間もなくして起こった関東大震災により、蒲田撮影所は京都の下加茂に一時移転する。この頃から主演級に抜擢され、『山中小唄』、『南の漁村』などの作品でヒロインをつとめる。翌1924年1月に撮影所が蒲田に戻ると、恒例の昇格式で梅村蓉子とともに幹部に昇格する。 

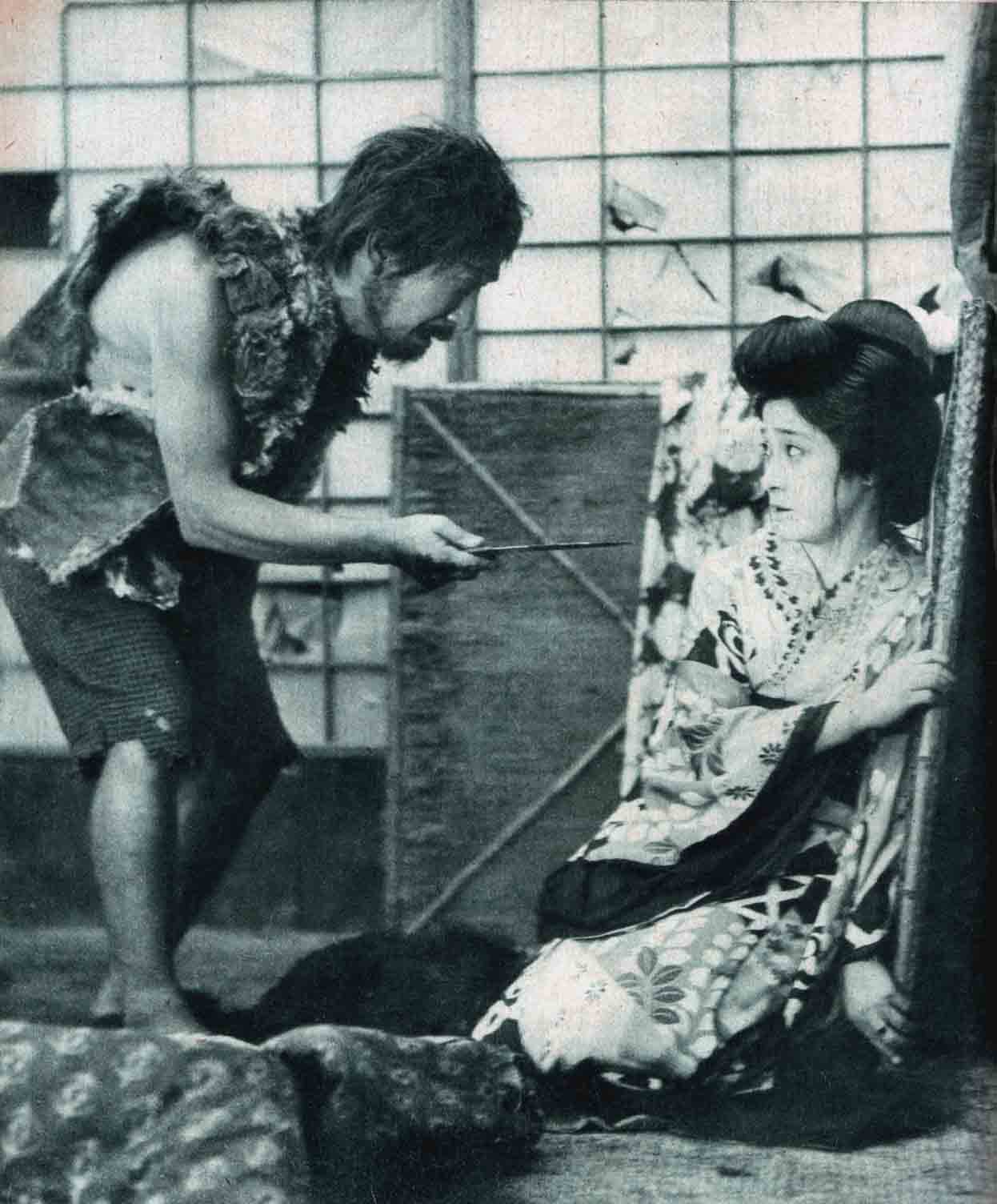
映画『山男の恋』（1924年）スチール写真から。左・藤野秀夫、右・柳さく子

名実ともにスター女優となったさく子は、『はたちの頃・第一話』、『感じの好い映画集 《猫》』、『踊りの夜』などに主演した後、菊池寛原作で新派の当たり狂言であった『大尉の娘』（野村芳亭監督）で藤野秀夫とコンビで主演する。また、この頃から撮影所内外で、野村との親密な関係が噂される様になる。

### 映画女優（松竹下加茂 - 松竹蒲田）
1924年9月、野村が下加茂撮影所（当時蒲田の現代劇に対し、時代劇を製作していた）の所長に異動すると、さく子も河村黎吉・志賀靖郎・小川国松・双葉くみ子などの俳優、大久保忠素・清水宏などの監督とともに行動を共にする。 
下加茂では看板女優として、いずれも野村監督の『元禄女』、『雷お新』、『城木屋お駒』、『三日月お六』前後編、『お伝地獄』前中後編、『復活』（トルストイの同名作品の翻案）や、清水監督の『恋より舞台』などに主演し、特に『お伝地獄』の演技は高い評価を受けた。だが興行面では全体的に伸び悩み、結果として撮影所は1925年6月に一時閉鎖となる（翌年再開）。スタッフ・俳優は全員蒲田に引き上げることとなった。  

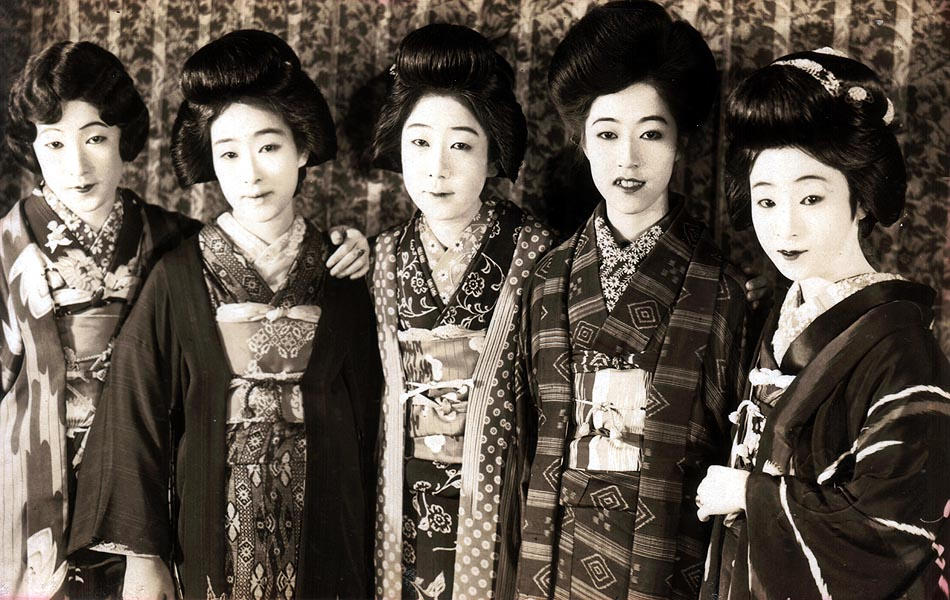
映画『妖婦五人女』（1926年）宣伝用写真から。左から、栗島すみ子、松井千枝子、川田芳子、筑波雪子、柳さく子

蒲田に戻ったさく子は、女優活動を一時休業していたが、1925年10月に重宗務監督の時代劇『村正小町』で復帰。当時の蒲田では、監督と俳優を組み合わせて、グループ別の編成を行っていたが、さく子は重宗とともに「時代劇竹班」の所属となり、以後1930年までの6年間に、『上野の鐘』（1925年）、『お初吉之助』、『八百屋お七』、『妖婦五人女 第一篇 弁天おさく』（1926年）、『艶魔』、『狂恋のマリア』（1927年）、『さらば故郷よ』（1928年）、『都鳥』、『浪花小唄』（1929年）、『新編 愛恋序曲』、『黎明の世界』（1930年）など、実に22本の重宗監督の時代劇・現代劇作品で主演をつとめることになった。この間重宗作品以外では、野村芳亭監督の大作『白虎隊』、清水宏監督の現代劇『幼なじみ』、五所平之助監督の『夜ひらく』などに出演している。 
以上のように、柳さく子は時代劇で長期に渡って主演をつとめて来たが、これは男優の主演が相場となっている時代劇においては非常に稀有なケースと言える。当時の映画ジャーナリズムでも、さく子を阪東妻三郎と並ぶ集客力のある時代劇スターとして評価する意見もあり、全盛期の人気のほどを伺うことができる。1929年には、舞踊の名手であった彼女の記録映画『柳さく子十八番舞踊集』が製作されているが、これも映画女優としては異例のことであった。 
同じ1929年、松竹に新しく大幹部制が敷かれると、さく子は井上正夫、岩田祐吉、藤野秀夫、川田芳子、栗島すみ子とともに、大幹部に推された。

### 映画女優（松竹下加茂）
1931年、松竹下加茂撮影所に移籍。以後は男性スターの相手役が増え、同年の犬塚稔監督『十六夜清心』では林長二郎の清心に対し十六夜、続く尾上栄五郎入社第一作『馬頭の銭』前後編ではおさやとお作の二役、長二郎主演の『投げ節弥之助』前後編では、飯塚敏子演じる妹に恋を譲る姉お千代を演じた。1932年に入ると、坂東好太郎の入社第一作『世直し大明神』で好太郎扮する吉五郎の情婦お波を演じ、続く犬塚稔監督『怪談 ゆうなぎ草紙』では、主役を演じた。  
翌1933年には市川右太衛門プロダクションに招かれ、『いざよひ帳』で右太衛門の相手役小菊を演じるが、この頃から新人飯塚敏子の台頭などもあり、脇に回る機会が多くなる。衣笠貞之助監督『忠臣蔵』前後編（1932年）では戸田局（川崎弘子が演じた瑤泉院の侍女）を演じ、『鈴木新内』（1935年）では飯塚、『鳥辺心中 お染半九郎』（1936年）では長二郎のそれぞれ母親役を演じた。以後は『新版六花撰』（1936年）などの主演作はあるものの、中年役・老け役が中心となり、長二郎主演『番町皿屋敷』（1937年）、坂東好太郎主演『流転』前後編（1937年）、『尊王祇園会』（1938年）、『美女桜』前後編（1940年）、高田浩吉主演『初姿お神楽半次』（1938年）、『月夜鴉』、『股旅八景 三ツ角段平』（1939年）、川浪良太郎主演『夢の市郎兵衛』（1939年）などに出演した。 
1942年、太平洋戦争の激化による製作数減少のため松竹を退社。以後は、川浪良太郎・伏見信子・深水藤子らとともに、「新大衆劇団」を結成し、各地で巡演を行った。

### 戦後 - 晩年
戦後は健康を害して映画界復帰の機会を失い、経済的にも困窮する。京都府下の施療院（慈善病院）に入院していた1956年、彼女の窮状を知った地元京都の映画人有志によって「救済世話人会」が結成され、彼らの尽力により、さく子は余生を養老院で過ごす事になった。身寄りもなく病気がちの彼女は、晩年生活保護を受ける境遇であったと言われるが、一方で下加茂撮影所のOB会「下賀茂会」に招かれて昔の映画仲間と旧交を温めたり、古巣松竹の作品に脇役・エキストラとして顔を見せることもあった（人物・エピソード欄も参照）。
1963年3月20日、肺水腫で死去。享年60（満年齢）。天涯孤独のさく子は、無縁仏となるところを、偶然その死を伝え聞いた下加茂時代の俳優仲間・武井龍三の斡旋により、武井の菩提寺で京都・鷹ヶ峰にある吟松寺に葬られた。戒名は「映月妙香禅定尼」。翌1964年11月に武井も亡くなり、2人の墓は背中合わせに立っている。

### 没後
没後9年経った1972年9月、活動弁士で映画サークル「無声映画鑑賞会」会長・松田春翠（マツダ映画社創業者）らが発起人となり、墓標の代わりとして「柳咲子地蔵尊」が建立された。その開眼供養御前祭には、デビュー作『不如帰』で共演した栗島すみ子らも参列した。地蔵尊の碑文には、彼女の一生が次のように記されている。 

## 人物・エピソード
- 可憐な容姿に似合わず、非常に気の強い性格だった。少女歌舞伎時代、自分へのやっかみから執拗に嫌がらせをしてきた先輩に怪我をさせたこともある[27]。だがその一方で、養父母のために蒲田で布地店を出してやるなど、親孝行な一面もあった[28]。
- 1924年、大阪楽天地の琵琶少女歌劇から14歳の少女が下加茂撮影所に入社した[29]。当時の松竹では、新人俳優にテストのため、先輩のスタンドイン（吹き替え）をさせる風習があったが、その少女は同じく小柄で、風体も似ていたさく子の吹き替えをよくさせられた[29]。やがてその少女は、さく子主演の『元禄女』で正式にデビューする[29]。彼女こそ後年の大女優・田中絹代である[29]。
- 1960年春、吉村公三郎監督が松竹京都で、映画『女の坂』を撮影していた際、結婚式のシーンに出ていたエキストラの中に、大変上品なおばあさんがいた[25]。 立ち居振る舞いが美しい上に、花嫁の着物の乱れを直したりして、中々気がきく[25]。感心した吉村がそのことを助監督に話すと、「御存知ないのですか？柳さく子さんですよ」と返されて非常に驚いた[25]。吉村は声をかけようと思ったが、そのままにしていた方が返って親切だろうと思って止めた[25]。
- 先述した吟松寺の「柳咲子地蔵尊」には、1990年前後より鮮やかな衣装が着せられるようになった[30]。雑誌で柳さく子の存在を知ったという30代ぐらいの男性が月1回程度オートバイで弔問に訪れ、衣装を着せ替えていたらしく、散策で時折同寺を訪れる文芸評論家の末延芳晴によれば、この男性も2009年から2010年頃より姿を見せなくなったという[30]。生誕110年の2012年11月3日にも参拝者はなく、2013年の歿後50年を迎えてその存在は忘れ去られようとしている[30]。

## フィルモグラフィ

### 松竹蒲田撮影所
- 『不如帰』 : 監督池田義臣、サイレント映画、1922年3月9日公開 - 豊子 ※現存（NFC、マツダ映画社所蔵[31][32]）
- 『母の心』 : 監督池田義臣、サイレント映画、1922年5月9日公開
- 『屑七の家』 : 監督島津保次郎、サイレント映画、1922年5月21日公開
- 『大西郷の死』 : 監督賀古残夢、サイレント映画、1922年5月31日公開
- 『祇園夜話』 : 監督池田義臣、サイレント映画、1922年6月10日公開
- 『想夫憐』 : 監督池田義臣、サイレント映画、1922年6月30日公開
- 『清水の次郎長』 : 監督野村芳亭、サイレント映画、1922年7月31日公開 - 女房・お蝶
- 『想出の唄』 : 監督牛原虚彦、サイレント映画、1922年7月31日公開
- 『曳かれ行く日』 : 監督池田義臣、サイレント映画、1922年8月21日公開
- 『妖女の舞』 : 監督池田義臣、サイレント映画、1922年10月1日公開 - 永澤菊江
- 『悔恨』 : 監督池田義臣、サイレント映画、1922年10月14日公開
- 『夫として妻として』 : 監督野村芳亭、サイレント映画、1922年11月10日公開
- 『残光』 : 監督池田義臣、サイレント映画、1922年11月19日公開
- 『船頭小唄』 : 監督池田義臣、サイレント映画、1923年1月8日公開 - 芸者お品
- 『乃木将軍幼年時代（乃木将軍の初陣）』 : 監督島津保次郎、サイレント映画、1923年1月18日公開
- 『死に行く妻』 : 監督野村芳亭、サイレント映画、1923年2月1日公開
- 『狼の群』 : 監督牛原虚彦、サイレント映画、1923年3月1日公開
- 『なすな恋』 : 監督野村芳亭、サイレント映画、1923年4月1日公開
- 『帰らぬ人形』 : 監督大久保忠素、サイレント映画、1923年4月30日公開
- 『大東京の丑満時 第一篇 悲劇篇』 : 監督池田義臣、サイレント映画、1923年5月16日公開
- 『大東京の丑満時 第三篇 怪異篇』 : 監督牛原虚彦、サイレント映画、1923年6月15日公開
- 『女と海賊』 : 監督野村芳亭、サイレント映画、1923年7月1日公開 - 女中・お秀
- 『水藻の花』 : 監督池田義信、サイレント映画、1923年7月1日公開 - 芸者
- 『剃刀』 : 監督島津保次郎、サイレント映画、1923年7月27日公開
- 『萩寺心中』 : 監督野村芳亭、サイレント映画、1923年8月21日公開
- 『村井長庵』 : 監督野村芳亭、サイレント映画、1923年8月31日公開
- 『地獄（焦熱地獄）』 : 監督野村芳亭、サイレント映画、1923年9月23日公開
- 『嬰児殺し』 : 監督野村芳亭、サイレント映画、1924年2月29日公開
- 『はたちの頃 第一篇』 : 監督池田義信、サイレント映画、1924年3月23日公開 ※縮刷版が現存（マツダ映画社所蔵[32]）
- 『感じの好い映画集 《猫》』 : 監督野村芳亭、サイレント映画、1924年4月13日公開 - 竹本鶴嘉、どんどろのお弓
- 『美濃屋の娘』 : 監督小沢得二、サイレント映画、1924年5月1日公開
- 『日曜日』 : 監督島津保次郎、サイレント映画、1924年5月11日公開
- 『嘘』 : 監督野村芳亭・池田義信、サイレント映画、1924年5月16日公開
- 『水車小屋』 : 監督小沢得二、サイレント映画、1924年5月21日公開
- 『踊りの夜』 : 監督小沢得二、サイレント映画、1924年5月31日公開
- 『女殺油地獄』 : 監督野村芳亭、サイレント映画、1924年5月31日公開
- 『大和魂』 : 監督野村芳亭、サイレント映画、1924年6月21日公開
- 『大尉の娘』 : 監督野村芳亭、サイレント映画、1924年7月11日公開
- 『山男の恋』 : 監督清水宏、サイレント映画、1924年8月10日公開 - お静
- 『帰らぬ父』 : 監督小沢得二、サイレント映画、1924年9月2日公開
- 『村正小町』 : 監督重宗務、サイレント映画、1925年10月1日公開
- 『上野の鐘』 : 監督重宗務、サイレント映画、1925年11月7日公開
- 『正ちゃんの蒲田訪問』 : 監督蔦見丈夫、サイレント映画、1925年12月31日公開
- 『お初吉之助』 : 監督重宗務、サイレント映画、1926年1月21日公開
- 『お園』 : 監督重宗務、サイレント映画、1926年1月30日公開
- 『若き女の死』 : 監督重宗務、サイレント映画、1926年3月12日公開
- 『女坂崎』 : 監督重宗務、サイレント映画、1926年4月30日公開
- 『八百屋お七』 : 監督重宗務、サイレント映画、1926年6月10日公開
- 『五月雨の頃』 : 監督重宗務、サイレント映画、1926年7月1日公開
- 『お夏清十郎』 : 監督重宗務、サイレント映画、1926年10月29日公開
- 『侠妓美弥吉』 : 監督重宗務、サイレント映画、1926年12月11日公開 - 松葉屋 美弥吉 後に瀧夜叉お峰
- 『妖婦五人女 第一篇 弁天おさく』 : 監督重宗務、サイレント映画、1926年12月31日公開
- 『奴の小万』 : 監督重宗務、サイレント映画、1927年1月10日公開
- 『艶魔』 : 監督重宗務、サイレント映画、1927年3月11日公開 - 美しき女
- 『狂恋のマリア』 : 監督清水宏、サイレント映画、1927年4月23日公開 - マリア
- 『白虎隊』 : 監督野村芳亭、サイレント映画、1927年6月26日公開 - お鶴
- 『恋慕夜叉』 : 監督清水宏、サイレント映画、1927年7月29日公開 - お艶
- 『秋草燈籠 お露の巻』 : 監督野村芳亭、サイレント映画、1927年8月5日公開 - お露
- 『秋草燈籠 小萩の巻』 : 監督野村芳亭、サイレント映画、1927年8月5日公開 - お露
- 『むさゝびの三吉』 : 監督重宗務、サイレント映画、1927年8月12日公開 - 弁天お松
- 『恋模様二人娘』 : 監督重宗務、サイレント映画、1927年12月1日公開
- 『海に叫ぶ女』 : 監督清水宏、サイレント映画、1928年3月9日公開 - お浜
- 『空の彼方へ』 : 監督蔦見丈夫、サイレント映画、1928年7月7日公開
- 『幼なじみ』 : 監督清水宏、サイレント映画、1928年8月10日公開 - 花柳春路
- 『舞台姿』 : 監督野村芳亭、サイレント映画、1928年10月27日公開 - 中村かつら
- 『さらば故郷よ』 : 監督重宗務、サイレント映画、1928年12月11日公開
- 『春容恋達引』 : 監督重宗務、サイレント映画、1929年2月15日公開 - 秀香
- 『都鳥』 : 監督重宗務、サイレント映画、1929年6月7日公開
- 『浪花小唄』 : 監督重宗務、サイレント映画、1929年8月8日公開
- 『柳さく子十八番舞踊集』 : 監督大久保忠素、サイレント映画、1929年
- 『新編 愛恋序曲』 : 監督重宗務、サイレント映画、1930年1月27日公開
- 『現代奥様気質』 : 監督重宗務、サイレント映画、1930年2月1日公開
- 『黎明の世界』 : 監督重宗務、サイレント映画、1930年4月3日公開
- 『夜ひらく』 : 監督五所平之助、サイレント映画、1931年3月6日公開
- 『永久の愛 前篇』 : 監督池田義信、サイレント映画、1935年10月15日公開
- 『永久の愛 後篇』 : 監督池田義信、サイレント映画、1935年10月15日公開

### 松竹下加茂撮影所
- 『死に面して』 : 監督大久保忠素、サイレント映画、1923年10月1日公開
- 『山中小唄』 : 監督小沢得二、サイレント映画、1923年10月10日公開
- 『南の漁村』 : 監督牛原虚彦、サイレント映画、1923年10月27日公開
- 『お姫草』 : 監督野村芳亭、サイレント映画、1923年10月30日公開
- 『暮るゝ嶺』 : 監督池田義信、サイレント映画、1923年12月9日公開
- 『幽芳集 月魄』 : 監督池田義信、サイレント映画、1923年12月31日公開
- 『彼女の運命 前後篇』 : 監督野村芳亭・池田義信、サイレント映画、1924年1月11日公開
- 『若者よ』 : 監督野村芳亭、サイレント映画、1924年1月31日公開
- 『千代竜』 : 監督大久保忠素、サイレント映画、1924年10月1日公開
- 『元禄女』 : 監督野村芳亭、サイレント映画、1924年10月1日公開 - 露女
- 『恋より舞台』 : 監督清水宏、サイレント映画、1924年10月11日公開 - 房子
- 『難波の福』 : 監督野村芳亭、サイレント映画、1924年10月11日公開
- 『雷お新』 : 監督野村芳亭、サイレント映画、1924年10月31日公開
- 『恋の謙信』 : 監督野村芳亭、サイレント映画、1924年11月12日公開
- 『城木屋お駒』 : 監督野村芳亭、サイレント映画、1924年12月22日公開
- 『三日月お六 前篇』 : 監督野村芳亭、サイレント映画、1924年12月31日公開 - お六
- 『三日月お六 後篇』 : 監督野村芳亭、サイレント映画、1925年1月6日公開 - お六
- 『お伝地獄 前篇』 : 監督野村芳亭、サイレント映画、1925年1月23日公開 - 高橋お伝
- 『お伝地獄 中篇』 : 監督野村芳亭、サイレント映画、1925年1月31日公開 - 高橋お伝
- 『お伝地獄 後篇』 : 監督野村芳亭、サイレント映画、1925年2月18日公開 - 高橋お伝
- 『京屋のお糸』 : 監督野村芳亭、サイレント映画、1925年3月11日公開 - お糸
- 『海賊髑髏船』 : 監督野村芳亭、サイレント映画、1925年5月31日公開
- 『復活』 : 監督野村芳亭、サイレント映画、1925年6月12日公開 - 花恵
- 『十六夜清心』 : 監督犬塚稔、サイレント映画、1931年5月12日公開 - 十六夜
- 『馬頭の銭 化粧菩薩の巻』 : 監督井上金太郎、サイレント映画、1931年6月19日公開 - おさや
- 『馬頭の銭 黄金乱舞の巻』 : 監督井上金太郎、サイレント映画、1931年7月31日公開 - おさや
- 『投げ節弥之助 みちのくの巻』 : 監督二川文太郎、サイレント映画、1931年10月8日公開 - お千代
- 『投げ節弥之助 江戸の巻』 : 監督二川文太郎、サイレント映画、1931年11月6日公開 - お千代
- 『だんまり嘉助』 : 監督広瀬五郎、サイレント映画、1931年12月 - おさい
- 『弥次喜多・美人騒動』 : 監督二川文太郎、サイレント映画、1932年1月7日公開
- 『世直し大明神』 : 監督井上金太郎、サイレント映画、1932年2月4日公開 - お波
- 『怪談 ゆうなぎ草紙』 : 監督犬塚稔、1932年9月15日公開 - 鳶吉
- 『天晴れ久六』 : 監督二川文太郎、サイレント映画、1932年10月
- 『忠臣蔵 前篇 赤穂京の巻』 : 監督衣笠貞之助、1932年12月1日公開 - 戸田局 ※現存（NFC所蔵[33])
- 『忠臣蔵 後篇 江戸の巻』 : 監督衣笠貞之助、1932年12月1日公開 - 戸田局 ※現存（NFC所蔵[33]）
- 『鼻歌仁義』 : 監督井上金太郎、1933年5月25日公開
- 『月形半平太』 : 監督冬島泰三、1934年5月17日公開 - お玉
- 『源三郎異変 必殺剣鬼の巻』 : 監督大曾根辰夫、1934年10月17日公開 - 尼御前
- 『源三郎異変 必殺剣鬼の巻』 : 監督大曾根辰夫、1934年11月8日公開 - 尼御前
- 『侠客曾我』 : 監督井上金太郎、1934年12月31日公開 - お常
- 『鈴木新内』 : 監督秋山耕作、1935年1月13日公開 - 里
- 『ひやめしお旦那』 : 監督近藤勝彦、1936年2月22日公開
- 『荒川の佐吉』 : 監督大曾根辰夫、1936年6月4日公開 - お新
- 『お旦那変化』 : 監督近藤勝彦 、1936年9月18日公開
- 『鳥辺心中 お染半九郎』 : 監督冬島泰三、1936年10月2日公開
- 『新版六花撰』 : 監督河東与志、1936年10月22日公開
- 『春姿五人男』 : 監督冬島泰三、1936年12月31日公開
- 『鬼吉喧嘩状』 : 監督近藤勝彦 、1937年1月14日公開
- 『二代目弥次喜多』 : 監督大曾根辰夫、1937年1月21日公開
- 『新婚お伊勢詣り』 : 監督近藤勝彦 、1937年2月25日公開
- 『仁義ひとすじ道』 : 監督中村敏郎、1937年3月25日公開
- 『江戸錦絵 女のまこと』 : 監督岩田英二、1937年4月29日公開
- 『流転 第一部・炎』 : 監督二川文太郎、1937年9月2日公開 ※現存（NFC所蔵[31]）
- 『流転 第二部・星』 : 監督二川文太郎、1937年9月13日公開 ※現存（NFC所蔵[31]）
- 『番町皿屋敷』 : 監督冬島泰三、1937年11月1日公開 - お里 ※現存（マツダ映画社所蔵[32]）
- 『鼠小僧初草鞋』 : 監督古野栄作、1937年12月15日公開
- 『初姿お神楽半次』 : 監督犬塚稔、1938年1月7日公開
- 『お駒才三 恋の黄八丈』 : 監督星哲六、1938年2月10日公開
- 『いろは系図』 : 監督冬島泰三、1938年5月5日公開
- 『時勢は移る』 : 監督古野栄作、1938年6月9日公開 - おあき
- 『尊王祇園会』 : 監督冬島泰三、1938年7月14日公開
- 『白鷺の唄』 : 監督冬島泰三、1938年10月13日公開
- 『奴銀平』 : 監督大曾根辰夫、1938年10月27日公開 - お豊
- 『月夜鴉』 : 監督井上金太郎、1939年3月16日公開 - もみぢの女将 ※現存（NFC所蔵[31]）
- 『親恋道中』 : 監督広瀬正明、1939年4月1日公開 ※現存（NFC所蔵[31]）
- 『股旅八景 三ツ角段平』 : 監督古野栄作、1939年4月20日公開 - おつぎ
- 『銭形平次捕物控第二話 名月神田祭』 : 監督笠井輝二、1939年5月4日公開 - 踊の師匠
- 『いざよひ峠』 : 監督星哲六、1939年5月25日公開
- 『千両判官』 : 監督広瀬正明、1939年7月27日公開
- 『夢の市郎兵衛』 : 監督星哲六、1939年9月7日公開
- 『与三郎吹雪』 : 監督笠井輝二、1940年2月1日公開
- 『美女桜 暴風篇』 : 監督大曾根辰夫、1940年2月29日公開 - おとわ ※35mmオリジナルのみ現存（マツダ映画社所蔵[32]）
- 『美女桜 黎明篇』 : 監督大曾根辰夫、1940年3月7日公開 - おとわ ※35mmオリジナルのみ現存（マツダ映画社所蔵[32]）
- 『仇討恋人形』 : 監督冬島泰三、1940年3月14日公開 - おたつ
- 『維新子守唄』 : 監督星哲六、1940年4月19日公開 ※現存（NFC所蔵[31]）
- 『縁結び高田馬場』 : 監督小坂哲人、1940年8月8日公開 ※現存（NFC所蔵[31]）
- 『両国の三人娘』 : 監督星哲六、1940年8月29日公開
- 『権三と助十』 : 監督古野栄作、1940年11月16日公開 - お兼
- 『弥次喜多捕物道中』 : 監督大曾根辰夫、1941年1月14日公開

### 市川右太衛門プロダクション
- 『いざよい帖 流転の巻』 : 監督白井戦太郎、サイレント映画、1933年1月26日公開 - 芸妓小菊
- 『いざよい帖 興亡の巻』 : 監督白井戦太郎、サイレント映画、1933年2月22日公開 - 芸妓小菊
- 『中仙道を行く退屈男』 : 監督古野英治、サイレント映画、1935年1月7日公開 - お楽
- 『中仙道を行く退屈男 後篇十万石を裁く退屈男』 : 監督古野英治、サイレント映画、1935年2月8日公開 - お楽

### 第一映画
- 『裏町の乾杯』 : 監督鈴木重吉、1935年5月22日公開

### 松竹太秦撮影所
- 『文七元結』 : 監督井上金太郎、サウンド版、1936年5月14日公開
- 『千両長脇差』 : 監督秋山耕作、1936年11月13日公開

### 新興キネマ京都撮影所
- 『怪談鴛鴦帳』 : 監督木藤茂、1938年3月30日公開 - お徳 ※現存（NFC所蔵[33]）

### 松竹京都撮影所
- 『伴淳・アチャコのおやじ教育』 : 監督酒井欣也、1959年9月20日公開 - 千鳥亭の婆や  ※柳咲子名義[23]
- 『お夏捕物帖 月夜に消えた女』 : 監督萩原遼、1959年11月13日公開 - 婆やおとく  ※柳咲子名義[24]
- 『女の坂』 : 監督吉村公三郎、1960年6月17日公開 ※クレジット無し[25]

## 著書
- 春夏秋冬に配した着物の着附と帯の結び方（芳蘭閣書店、1929年）